# Transeuropäische Suturzone

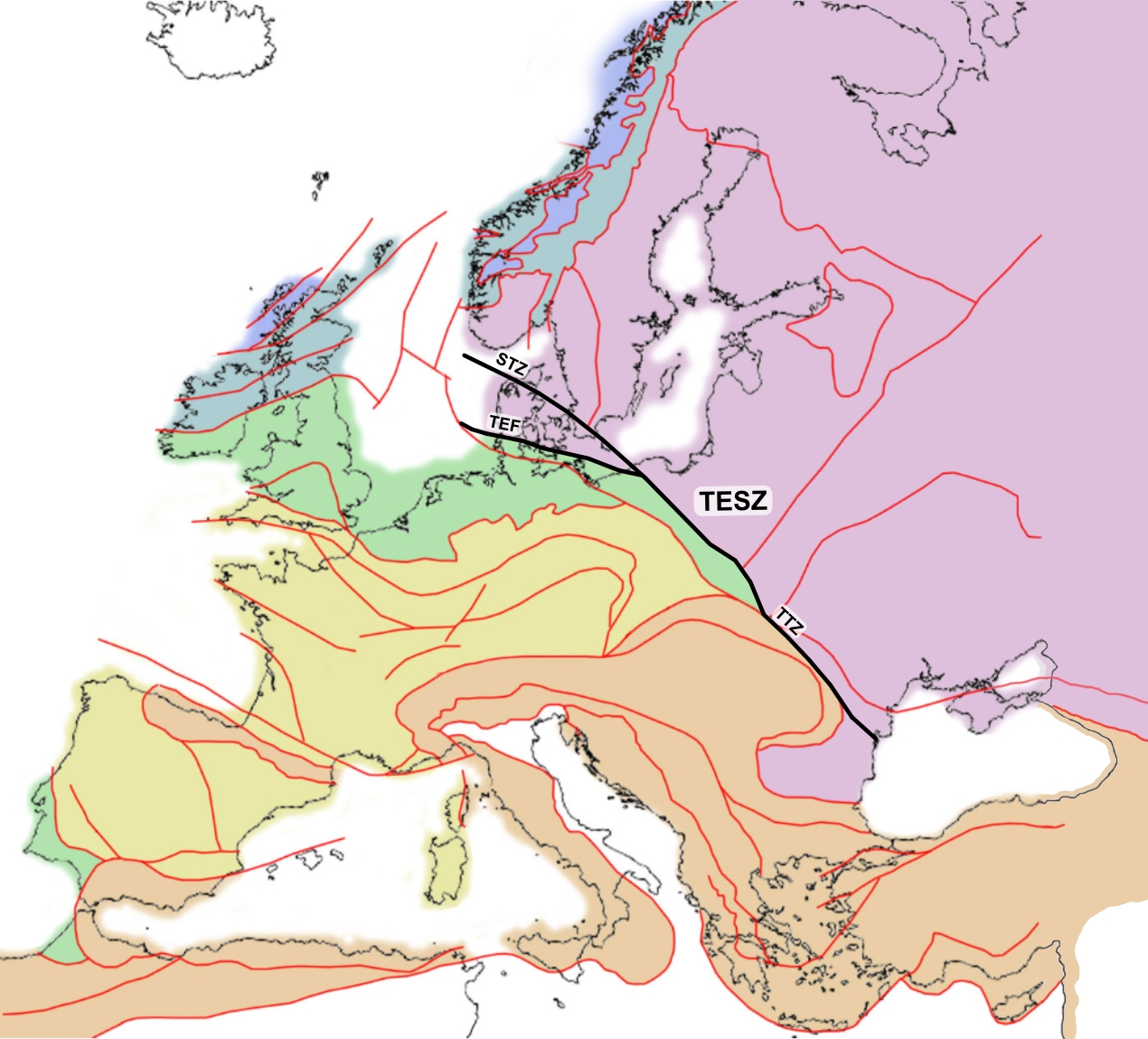
Karte mit den tektonischen Provinzen und Suturen (rot) Europas. In Schwarz sind die Suturen der TESZ (STZ, TEF und TTZ) markiert.
Baltischer Kraton
laurentische Kruste, zuletzt gefaltet während der Kaledonischen Orogenese
baltische Kruste, gefaltet während der Kaledonischen Orogenese
avalonische Kruste
Krustenblöcke mit letzter Faltung während der Variszischen Orogenese
Krustenblöcke mit letzter Faltung während der Alpidischen Orogenese.

Die Transeuropäische Suturzone (TESZ), unscharf auch als Tornquist-Zone (TZ) bezeichnet, ist eine geologische Deformationszone (Sutur) zwischen der Osteuropäischen Plattform und den phanerozoischen Orogenen Südwest-Europas, die sich über 2000 km vom Schwarzen Meer bis in die Nordsee hinzieht. Sie gilt als eine der wichtigsten Suturlinien Europas und kann als grobe tektonische Zweiteilung des Kontinents verstanden werden.

## Unterteilung
Die Transeuropäische Suturzone besteht regional aus weiteren Strukturelementen:
- der Teisseyre-Tornquist Zone (TTZ) südöstlicher Zweig,[5] nach polnischen Geologen Wawrzyniec Teisseyre,
- der Sorgenfrei-Tornquist Zone (STZ), nordwestlicher Abschnitt (Dänemark und Schweden),[5]
- der Transeuropäischen Störungszone (TEF) oder seltener Thor-Tornquist Sutur oder nur Thor Sutur (TSZ), nordwestlicher Abschnitt zwischen Baltica und Avalonia (südliches Dänemark),[6][7]
- die Tornquist-Zone (TZ), nach dem deutschen Geologen Alexander Tornquist, Nordwest-Südost verlaufender Abschnitt im südlichen Ostseeraum (Schonen bis Pommern).[2]

## Geologische Hintergründe

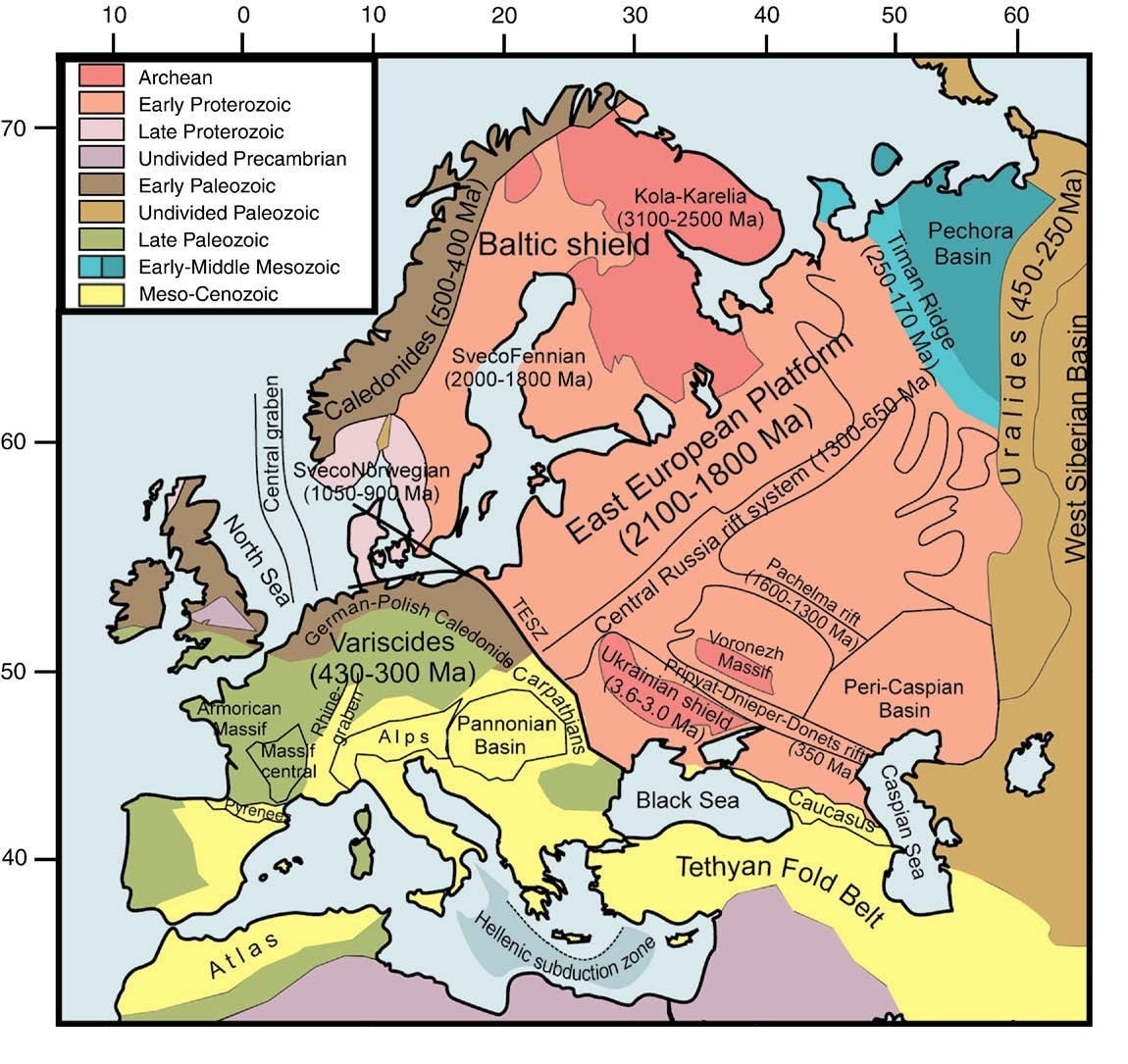
TESZ im vereinfachten tektonischen Rahmen Europas

Die Transeuropäische Suturzone entstand durch die Kollision der beiden Kontinente Avalonia und Baltica. Der Zeitpunkt der Kollision ist umstritten. Sie fand frühestens im obersten Ordovizium statt und war wahrscheinlich bis zum Ende des Silurs abgeschlossen. Das höchstmögliche Alter der Transeuropäische Suturzone liegt somit bei etwa 460 Millionen Jahren.
Die Transeuropäische Suturzone trennt zwei Bereiche unterschiedlichen Aufbaus der Erdkruste: im Osten besitzt die Erdkruste eine Dicke von etwa 45 km und ist im Wesentlichen im Präkambrium entstanden; im Westen besitzt sie eine mittlere Mächtigkeit von etwa 30 km und wurde bei der variskischen Gebirgsbildung im Karbon zu einem Ganzen verschweißt. An der Erdoberfläche ist die Transeuropäische Suturzone fast nur durch geophysikalische Methoden wie Schweremessungen oder Seismik nachzuweisen, da sie durch teilweise mächtige jüngere Ablagerungen überdeckt wird. Direkte Aufschlüsse der tieferen Erdkruste sind mit Ausnahme einiger isolierter Vorkommen (z. B. das Heiligkreuzgebirge, die Sudeten und die Dobrudscha) nur durch die zahlreichen Tiefbohrungen gegeben, die die von der ordovizischen Kollision betroffenen Schichten erreicht haben. Nachgezeichnet wird die Zone durch eine Reihe von geologischen Sedimentbecken, in denen sich mächtige mesozoische Sedimente angesammelt haben. Von Nordwesten nach Südosten sind dies das Norwegisch-Dänische Becken, der Dänische Trog sowie der Polnische Trog. Entlang der Südgrenze von Polen und in Rumänien ist die Transeuropäische Suturzone von der Gebirgsbildung der Karpaten betroffen.

## Heutige Aktivität
Zwischen Dänemark und Schweden treten auch heute noch häufig schwache, kaum spürbare Erdbeben auf, die auf diese Plattengrenze zurückgeführt werden. So trat am 15. Juni 1985 ein Beben der Magnitude 4,5 im dänischen Nordsjælland auf, das Epizentrum wurde im Meer nördlich Gilleleje bestimmt. 2008 trat am 16. Dezember um 06:20 Uhr ein Beben der Magnitude 4,8 mit Epizentrum östlich von Malmö im südschwedischen Skåne auf. Historisch ist ein kräftiges Erdbeben in Thy belegt.
Bedingt durch die Unterschiede in der Dicke der Erdkruste ist der Wärmefluss aus dem Erdinnern zu beiden Seiten der Transeuropäische Suturzone deutlich verschieden.